# Алберети (Бјела)
Алберети (итал. Alberetti) је насеље у Италији у округу Бијела, региону Пијемонт.
Према процени из 2011. у насељу је живело 120 становника. Насеље се налази на надморској висини од 372 м.